# Hilvarenbeek

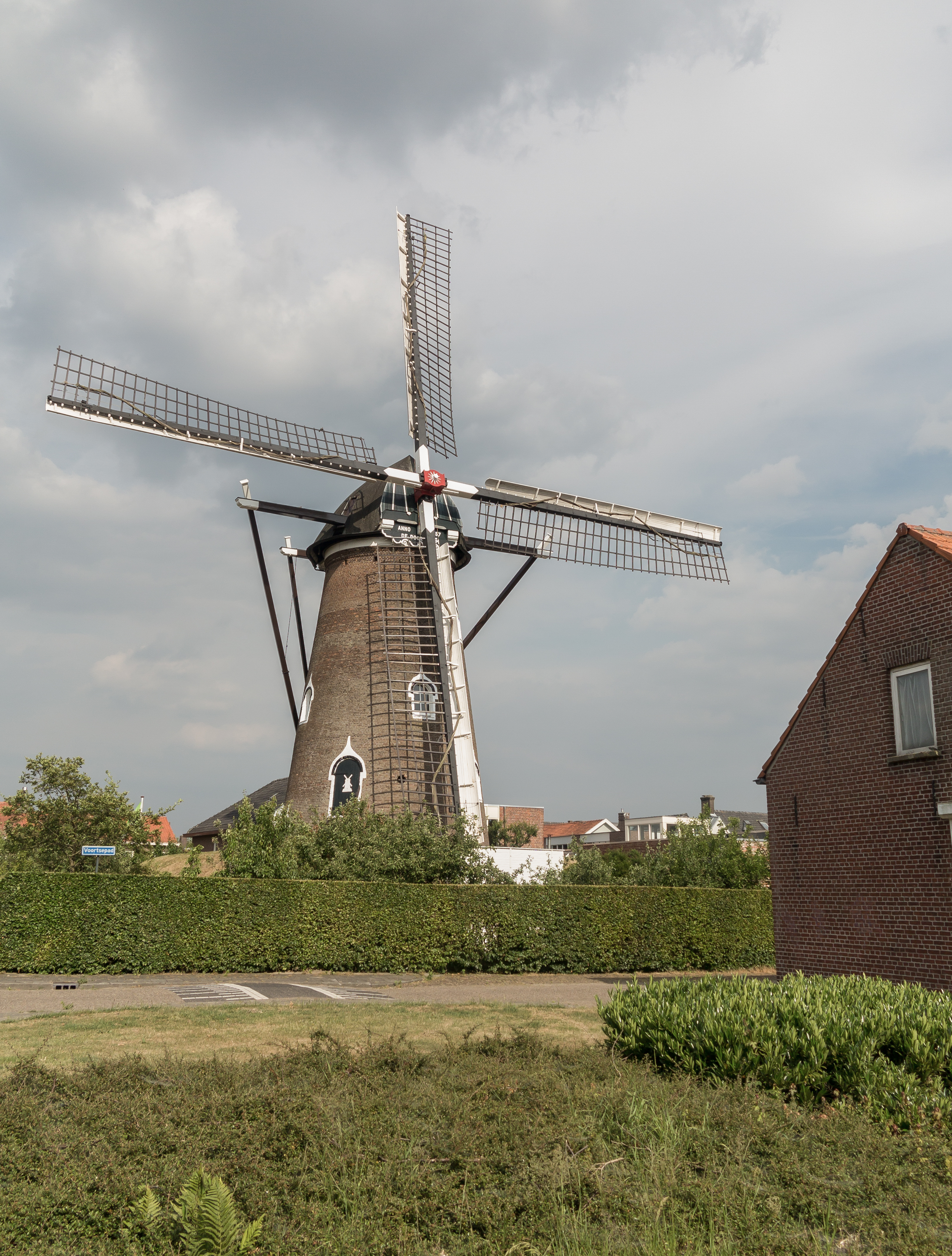
Moulin : windmolen de Doornboom

Hilvarenbeek est un village et une commune des Pays-Bas de la province du Brabant-Septentrional.

## Localités
Baarschot, Biest-Houtakker, Diessen, Esbeek, Haghorst et Hilvarenbeek.